# Санітарні втрати
Санітарні втрати — у військовій справі — військові втрати в особовому складі збройних сил протиборчих сторін пораненими, ураженими різнорідними видами зброї і хворими, які надходять до лікувальних установ на строк понад добу під час ведення військових дій. Залежно від причин, що викликали втрату боє- та працездатності, санітарні втрати підрозділяються на бойові втрати й небойові (хворі, а також особи, які отримали небойові травми).
У міру вдосконалення зброї, збільшення чисельності військ і тривалості бойових дій санітарні втрати стають дедалі більшими. Так, у Кримській війні 1853—1856 рр. число поранених і контужених у російській імператорській армії сягнуло 81 тис. чол., у російсько-японській війні 1904—1905 рр. — 152 тис. чол, у Першій світовій війні 1914—1918 рр. — 3748 тис. чол.
Ще більшими були санітарні втрати у Другій світовій війні 1939—1945 рр. Тільки за 4 місяці 1943 р. (5 червня — 5 жовтня) кількість поранених у німецькій армії перевищила 1750 тис. чол. У дні найзапекліших боїв середньодобові санітарні втрати в німецькій армії перевищували 14 тис. солдатів і офіцерів.
Усі війни минулого супроводжувалися великою кількістю інфекційних та інших масових захворювань, від яких виходило зі строю більше військовослужбовців, ніж в результаті бойових втрат. У Кримській війні співвідношення числа хворих і поранених у воюючих арміях склало 4:1, у російсько-турецькій війні 1877—1878 рр. — 18:1, в російсько-японській війні — 2:1, в Першій світовій війні — 3:1. Досить незначною була захворюваність інфекційними хворобами в Радянських Збройних силах під час радянсько-німецької війни.
Санітарні втрати військ заведено ділити на бойові та небойові. До бойових відносять втрати від зброї противника (травми, опіки, ураження іонізуючим випромінюванням, отруйними речовинами). До бойових санітарних втрат відносять також і втрати обмороженими, оскільки обмороження в діючій армії найтісніше пов'язані з бойовою обстановкою.
Санітарні втрати військ класифікують також й за низкою інших ознак. У евакуаційно-транспортному відношенні поранених і хворих ділять на ходячих і тих, для яких потрібні ноші, а також на сидячих і лежачих, що має істотне значення при визначенні потреби в санітарному транспорті. Поділяють санітарні втрати військ також на втрати важко- і легкопоранених. Таке диференціювання має велике значення при визначенні термінів лікування, а отже, і місця, куди слід евакуювати поранених і хворих. Особливу групу складають нетранспортабельні поранені та хворі. Розрізняють  нетранспортабельність абсолютну (неможливість перевезення будь-якими транспортними засобами) і відносну, при якій евакуація можлива тільки яким-небудь певним, найбільш щадним видом транспорту.
Небойові санітарні втрати військ включають втрати хворими, захворювання яких виникло поза впливу зброї, що застосовувалася противником, а також втрати від небойових травм. Такий поділ має досить умовний характер, оскільки виникнення багатьох захворювань пов'язане з бойовою обстановкою (вимушене тривале охолодження, перевтома тощо).
У сучасних умовах величина і структура санітарних втрат залежать від:
- характеру і напруженості бойових дій;
- масштабів і умов застосування сторонами різних видів зброї;
- щільності і ступеня захищеності військ;
- кліматогеографічних особливостей місцевості тощо.

У зв'язку з цим для правильного визначення величини і структури санітарних втрат необхідний всебічний аналіз обстановки в кожному конкретному випадку.